# Katangi
Katangi là một thị xã và là một nagar panchayat của quận Jabalpur thuộc bang Madhya Pradesh, Ấn Độ.

## Địa lý
Katangi có vị trí 23°28′B 79°47′Đ / 23,46°B 79,79°Đ Nó có độ cao trung bình là 442 mét (1450 feet).

## Nhân khẩu
Theo điều tra dân số năm 2001 của Ấn Độ, Katangi có dân số 17.076 người. Phái nam chiếm 53% tổng số dân và phái nữ chiếm 47%. Katangi có tỷ lệ 60% biết đọc biết viết, cao hơn tỷ lệ trung bình toàn quốc là 59,5%: tỷ lệ cho phái nam là 70%, và tỷ lệ cho phái nữ là 49%. Tại Katangi, 15% dân số nhỏ hơn 6 tuổi.